# 绒毛膜癌
绒毛膜癌（英語：Choriocarcinoma）是一种恶性的、位于滋养层的癌症，通常见于胎盘。它属于妊娠滋养细胞疾病的癌症晚期情况，也属于生殖细胞瘤，并且病发于睾丸或卵巢中。

## 病理
主要特征是与胎盘合胞体滋养层和细胞滋养层中，没有产生正常的胚胎绒毛结构。因为绒毛膜癌包括合胞体滋养层（由绒毛膜促性腺激素亚基beta-HCG产生细胞），疾病也引起β人类绒毛膜促性腺激素血压水平提高。
胎盘合胞体滋养层细胞是具有嗜酸性细胞质的大型多核细胞。异变细胞包围细胞滋养层，使得大量出现未成熟细胞滋养细胞和合体滋养细胞。单核细胞出现细胞核浓染、无色或淡色细胞质，经伴有出现大量出血。

## 病原与流行
在怀孕期间，胎盘绒毛膜癌分别出现在以下几类情况中：
- 葡萄胎（50%的病例）
- 自然流产（20%的病例）
- 宫外孕（2%的病例）
- 正常怀孕（20-30%的病例）

绒毛膜癌原生在其他部位的情况极其罕见，非常罕见的情况包括出现于睾丸。尽管滋养层组织是由复合细胞瘤组成，但单纯的成年睾丸绒毛膜癌仍然非常罕见。单纯睾丸绒毛膜癌是最具侵略性的细胞瘤变异体，特征具有早期造血及淋巴转移扩散。因为早期转移扩散对抗癌药物有抵抗性，患者的预后通常很差。一些类型的睾丸绒毛癌甚至没有预后影响。此外，绒毛膜癌也发现于卵巢中。

## 特征与症状
- 人体绒毛膜促性腺激素水平数量增加
- 阴道出血
- 呼吸短促
- 咯血
- 胸痛
- 胸部X光成像显示两侧肺部均有浸润物阴影
- 在男性睾丸癌患者中，有时出现皮肤色素沉着过度、男性乳房发育症及体重减轻
- 可能会出现促甲状腺激素增加

## 治疗
1956年，美籍華人醫學家李敏求在美国癌症研究所使用叶酸拮抗剂甲氨蝶呤成功彻底治愈绒毛膜癌，这也是人类历史上第一次用化学疗法治愈恶性实体肿瘤的案例，标志着化学疗法由保守治疗向治愈尝试的过渡。因为妊娠性绒毛膜癌（由葡萄胎引起），包含父系DNA（并因此包含父系抗原），因此对化学疗法极其敏感。所以治疗成功率，即使是恶性妊娠绒毛膜癌，也能达到90-95%。
现在，对于低危险的病症患者推荐单纯使用甲氨蝶呤；而对中等或高危险的患者则推荐紧密的联合用药，包括EMACO（依托泊苷、甲氨蝶呤、更生霉素、环磷酰胺和长春新碱）。宫切除术也可以用于治疗绒毛膜癌患者。
睾丸绒毛膜癌非常罕见，并且它对化学疗法有很强的抗药性；子宫绒毛膜癌的情况也类似。睾丸绒毛膜癌在所有的生殖细胞瘤中预后最差。

## 其他图像

高倍显微镜下呈像
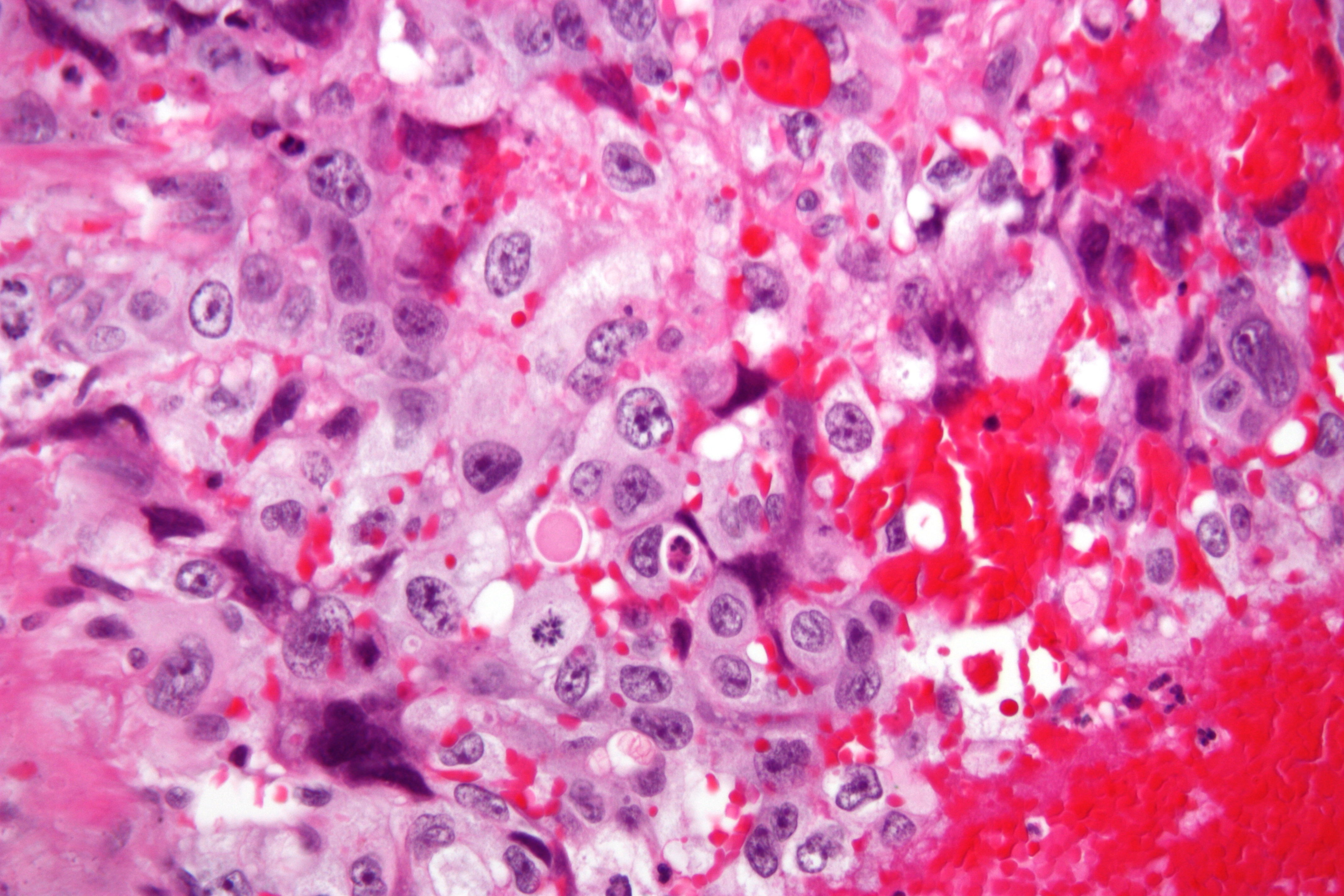
超高倍显微镜下呈像